# Catinaccio d’Antermoia
Catinaccio d’Antermoia (niem. Kesselkogel) – szczyt w północnych Włoszech w Dolomitach o wysokości 3004 m n.p.m. Leży na granicy dwóch prowincji: Trydent i Bolzano. Jest najwyższym szczytem w grupie górskiej Catinaccio (niem. Rosengarten).
Pierwszego wejścia, 31 sierpnia 1872 roku, dokonali angielscy wspinacze C. Comyns Tucker i T.H. Carson oraz włoski przewodnik Luigi Bernard.